# Alessandria Unione Sportiva 1951-1952
Questa pagina raccoglie le informazioni riguardanti l'Alessandria Unione Sportiva nelle competizioni ufficiali della stagione 1951-1952.

## Stagione
Nella stagione 1951-1952 l'Alessandria disputò il secondo campionato di Serie C della sua storia.

## Divise
| 1ª divisa |

## Organigramma societario
Area direttiva
- Presidente: Mario Moccagatta
- Vicepresidente: G. Doglioli
- Dirigenti: Juansito Crotti, P. Burzi, F. Dogliolo, V. Ferrari, E. Lanzavecchia, V. Maranzana, Piero Melchionni, L. Morando, Giovanni Battista Rangone, A. Rigoni, G. Taverna, C. Villa
- Segretario: Enrico Dericci
- Addetto ai rapporti con la FIGC: Grassano

Area tecnica
- Allenatore: Giacomo Neri
- Preparatore atletico: Pietro Scamuzzi

Area sanitaria
- Medico sociale: G. Guerra
- Massaggiatore: Giovanni Bo

## Rosa
| N. |                   | Ruolo | Calciatore        |
| -- | ----------------- | ----- | ----------------- |
|    | Italia (bandiera) | P     | Pietro Borriero   |
|    | Italia (bandiera) | D     | Luigi Arlandi     |
|    | Italia (bandiera) | D     | Luigi Bussetti    |
|    | Italia (bandiera) | D     | Mario Gabbiani    |
|    | Italia (bandiera) | D     | Luigi Vitto       |
|    | Italia (bandiera) | C     | Giuseppe Arezzi   |
|    | Italia (bandiera) | C     | Giuseppe Bagliani |
|    | Italia (bandiera) | C     | Luigi Masperi     |
|    | Italia (bandiera) | C     | Walter Mirabelli  |

| N. |                   | Ruolo | Calciatore           |
| -- | ----------------- | ----- | -------------------- |
|    | Italia (bandiera) | C     | Mario Pietruzzi      |
|    | Italia (bandiera) | C     | Luigi Soffrido       |
|    | Italia (bandiera) | A     | Lanfranco Albertelli |
|    | Italia (bandiera) | A     | Giuseppe Benzi       |
|    | Italia (bandiera) | A     | Peppino Bocchio      |
|    | Italia (bandiera) | A     | Alfredo Colombo      |
|    | Italia (bandiera) | A     | Danilo Marchioro     |
|    | Italia (bandiera) | A     | Giulio Savoini       |
|    | Italia (bandiera) | A     | Giorgio Valentinuzzi |

## Risultati

### Serie C

#### Girone d'andata
| Arbitro: | Morielli (Genova) |

|                                              |           |  |
| Valentinuzzi 20’ Albertelli 55’ Soffrido 88’ | Marcatori |  |

| Arbitro: | Banda (Treviso) |

|                                   |           |           |
| Valentinuzzi Savoini , Albertelli | Marcatori | Donatelli |

| Arbitro: | De Gregorio (Legnano) |

|                       |           |  |
| Bottoni 6’ Madini 32’ | Marcatori |  |

| Arbitro: | Rigato (Mestre) |

|          |           |  |
| Soffrido | Marcatori |  |

| Arbitro: | Mazzoni (Parma) |

|           |           |  |
| Pansa 48’ | Marcatori |  |

| Arbitro: | Michieletto (Mestre) |

|  |           |                                         |
|  | Marcatori | 20’ Soffrido 45’ Savoini 52’, 54’ Benzi |

| Arbitro: | Bernasconi (Firenze) |

|                            |           |                     |
| Benzi 82’ Valentinuzzi 90’ | Marcatori | 28’ (rig.) Barbieri |

| Arbitro: | Capriata (Genova) |

|            |           |             |
| Pietta 57’ | Marcatori | 24’ Savoini |

| Arbitro: | Contro (Vicenza) |

|                                                  |           |  |
| Colombo 20’, 25’, 59’, 78’, 89’ Valentinuzzi 49’ | Marcatori |  |

| Arbitro: | Gambarotta (Genova) |

|                    |           |                       |
| Gottardo Ganelli I | Marcatori | Valentinuzzi Soffrido |

| Arbitro: | Longagnani (Modena) |

|                              |           |  |
| Colombo 34’ Valentinuzzi 85’ | Marcatori |  |

| Arbitro: | Ferrari Aggradi (Firenze) |

|                  |           |                          |
| Corti 79’ (rig.) | Marcatori | 35’ Soffrido 56’ Savoini |

| Arbitro: | Mori (Cremona) |

|                |           |                                       |
| Albertelli 62’ | Marcatori | 27’, 85’ Brocca 74’ (rig.) Palombella |

| Arbitro: | Molon (Verona) |

|                |           |  |
| Testa 12’, 41’ | Marcatori |  |

| Arbitro: | Valentini (Siena) |

|                                     |           |  |
| Bicicli 49’ (aut.) Valentinuzzi 55’ | Marcatori |  |

| Arbitro: | Pizzato (Venezia) |

|              |           |                            |
| Ghilardi 88’ | Marcatori | 46’ Savoini 76’ Albertelli |

| Arbitro: | Perucci (Verona) |

|             |           |             |
| Savoini 68’ | Marcatori | 50’ Borsani |

#### Girone di ritorno
| Saronno 20 gennaio 1952                                   | Saronno   | 1 – 1       | Alessandria | Stadio Comunale |
| \| \| \| \| \| Caretti 27’ \| Marcatori \| 58’ Savoini \| |           |             |             |                 |
|                                                           |           |             |             |                 |
| Caretti 27’                                               | Marcatori | 58’ Savoini |             |                 |

| Arbitro: | Fumagalli (Usmate Velate) |

|                             |           |                                          |
| Francescon 46’ Piccione 49’ | Marcatori | 52’ Valentinuzzi 67’ Colombo 89’ Savoini |

| Arbitro: | Piemonte (Monfalcone) |

|                                         |           |  |
| Albertelli 39’ Bussetti 63’ Savoini 84’ | Marcatori |  |

| Vigevano 10 febbraio 1952 | Vigevano         | 0 – 0 | Alessandria | Stadio Comunale\| Arbitro: \| Matteucci (Roma) \| |
| Arbitro:                  | Matteucci (Roma) |       |             |                                                   |

| Arbitro: | Andreoni (Milano) |

|                                           |           |                             |
| Colombo 5’ Marchioro 30’ Valentinuzzi 74’ | Marcatori | 52’ Brenna 55’ (aut.) Vitto |

| Alessandria 2 marzo 1952 | Alessandria        | 0 – 0 | Pro Vercelli | Stadio Giuseppe Moccagatta\| Arbitro: \| Billotti (Ravenna) \| |
| Arbitro:                 | Billotti (Ravenna) |       |              |                                                                |

| Arbitro: | Campanati (Milano) |

|                             |           |                  |
| Mantero 16’ Ventimiglia 41’ | Marcatori | 90’ Valentinuzzi |

| Alessandria 16 marzo 1952 | Alessandria           | 0 – 0 | Aosta | Stadio Giuseppe Moccagatta\| Arbitro: \| De Gregorio (Legnano) \| |
| Arbitro:                  | De Gregorio (Legnano) |       |       |                                                                   |

| Arbitro: | Zilli (Reggio Emilia) |

|           |           |  |
| Porta 59’ | Marcatori |  |

| Alessandria 30 marzo 1952 | Alessandria       | 0 – 0 | Pavia | Stadio Giuseppe Moccagatta\| Arbitro: \| Scaramella (Roma) \| |
| Arbitro:                  | Scaramella (Roma) |       |       |                                                               |

| Arbitro: | Rigato (Mestre) |

|                                |           |            |
| Redaelli 9’ Masperi 63’ (aut.) | Marcatori | 6’ Savoini |

| Arbitro: | Bergomi (Milano) |

|                      |           |           |
| Valentinuzzi 9’, 47’ | Marcatori | 64’ Corti |

| Arbitro: | Arpaia (Roma) |

|        |           |            |
| Marchi | Marcatori | Albertelli |

| Alessandria 25 aprile 1952                                                                     | Alessandria | 5 – 0 | Fossanese | Stadio Giuseppe Moccagatta |
| \| \| \| \| \| Albertelli 23’ (rig.), 30’ Bruno 51’ (aut.) Savoini 70’, 83’ \| Marcatori \| \| |             |       |           |                            |
|                                                                                                |             |       |           |                            |
| Albertelli 23’ (rig.), 30’ Bruno 51’ (aut.) Savoini 70’, 83’                                   | Marcatori   |       |           |                            |

| Arbitro: | Vilella (Trieste) |

|  |           |                                             |
|  | Marcatori | 15’, 89’ Savoini 60’ Albertelli 84’ Bocchio |

| Arbitro: | Garzelli (Livorno) |

|                            |           |  |
| Benzi 79’ Valentinuzzi 84’ | Marcatori |  |

| Arbitro: | Piemonte (Monfalcone) |

|  |           |         |
|  | Marcatori | Savoini |

### Torneo di qualificazione alla Serie C

#### Girone d'andata
| Arbitro: | Carpani (Milano) |

|                        |           |                |
| Marangoni 81’ Abbà 90’ | Marcatori | 64’ Albertelli |

| Arbitro: | Cartei (Firenze) |

|             |           |  |
| Savoini 28’ | Marcatori |  |

| Arbitro: | Bernardi (Bologna) |

|               |           |                  |
| Marchetto 41’ | Marcatori | 13’, 58’ Savoini |

#### Girone di ritorno
| Arbitro: | Cartei (Firenze) |

|                                          |           |  |
| Masperi 18’ Bocchio 72’ Valentinuzzi 87’ | Marcatori |  |

| Arbitro: | Rigato (Mestre) |

|                         |           |  |
| Minervini 71’ Zilli 88’ | Marcatori |  |

| Arbitro: | Marchetti (Milano) |

|           |           |  |
| Benzi 25’ | Marcatori |  |

## Statistiche

### Statistiche di squadra
| Competizione                | Punti | In casa | In casa | In casa | In casa | In casa | In casa | In trasferta | In trasferta | In trasferta | In trasferta | In trasferta | In trasferta | Totale | Totale | Totale | Totale | Totale | Totale | DR  |
| Competizione                | Punti | G       | V       | N       | P       | Gf      | Gs      | G            | V            | N            | P            | Gf           | Gs           | G      | V      | N      | P      | Gf     | Gs     | DR  |
| --------------------------- | ----- | ------- | ------- | ------- | ------- | ------- | ------- | ------------ | ------------ | ------------ | ------------ | ------------ | ------------ | ------ | ------ | ------ | ------ | ------ | ------ | --- |
| Serie C                     | 34    | 17      | 12      | 4       | 1       | 37      | 9       | 17           | 6            | 5            | 6            | 23           | 19           | 34     | 18     | 9      | 7      | 60     | 28     | +32 |
| Qualificazioni alla Serie C | 8     | 3       | 3       | 0       | 0       | 5       | 0       | 3            | 1            | 0            | 2            | 3            | 5            | 6      | 4      | 0      | 2      | 8      | 5      | +3  |
| Totale                      | -     | 20      | 15      | 4       | 1       | 42      | 9       | 20           | 7            | 5            | 8            | 26           | 24           | 40     | 22     | 9      | 9      | 68     | 33     | +35 |

### Statistiche dei giocatori
| Giocatore       | Serie C  | Serie C | Qualificazioni | Qualificazioni | Totale   | Totale |
| Giocatore       | Presenze | Reti    | Presenze       | Reti           | Presenze | Reti   |
| --------------- | -------- | ------- | -------------- | -------------- | -------- | ------ |
| L. Albertelli   | 30       | 9       | 5              | 1              | 35       | 10     |
| G. Arezzi       | 23       | 0       | 3              | 0              | 26       | 0      |
| L. Arlandi      | 5        | 0       | -              | -              | 5        | 0      |
| P. Bagliani     | 2        | 0       | 1              | 0              | 3        | 0      |
| Benzi           | 18       | 4       | 4              | 1              | 22       | 5      |
| P. Bocchio      | 4        | 1       | 6              | 1              | 10       | 2      |
| P. Borriero     | 34       | -28     | 6              | -5             | 40       | -33    |
| L. Bussetti     | 29       | 1       | 6              | 0              | 35       | 1      |
| A. Colombo      | 20       | 8       | -              | -              | 20       | 8      |
| M. Gabbiani     | 33       | 0       | 6              | 0              | 39       | 0      |
| Marchioro       | 7        | 1       | 1              | 0              | 8        | 1      |
| L. Masperi      | 21       | 0       | 6              | 1              | 27       | 1      |
| W. Mirabelli    | 1        | 0       | 1              | 0              | 2        | 0      |
| M. Pietruzzi    | 32       | 0       | 3              | 0              | 35       | 0      |
| G. Savoini      | 34       | 16      | 6              | 3              | 40       | 19     |
| L. Soffrido     | 15       | 5       | -              | -              | 15       | 5      |
| G. Valentinuzzi | 34       | 13      | 6              | 1              | 40       | 14     |
| L. Vitto        | 31       | 0       | 6              | 0              | 37       | 0      |